# Max-Planck-Gymnasium Ludwigshafen

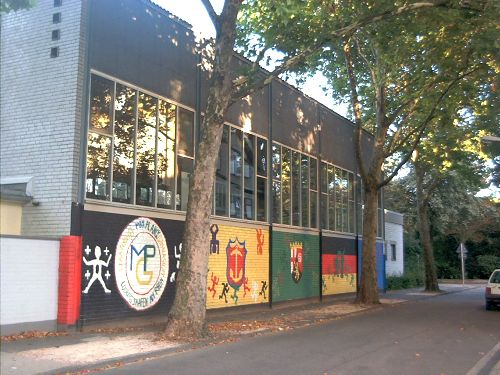
Die Sporthalle des MPG

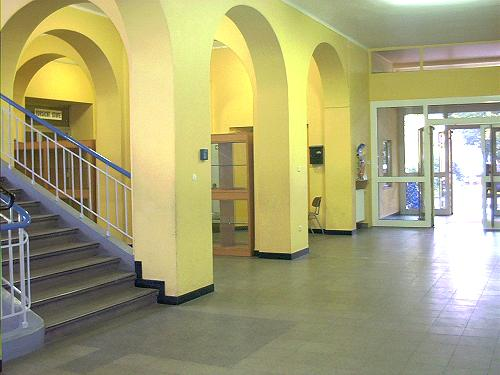
Das Foyer

Das Max-Planck-Gymnasium ist ein staatliches Gymnasium in Ludwigshafen am Rhein. Es ist nach dem Physiker Max Planck benannt.

## Geschichte
Das Max-Planck-Gymnasium wurde im Jahr 1925 auf der ehemaligen Rupprechtstraße im Stadtteil Friesenheim (heute Leuschnerstraße 121) als Oberrealschule Leuschnerstraße errichtet.
Im Gebäude war 1939/40 eine Oberrealschule mit Oberstufe untergebracht. Gegen Kriegsende wurde das Gebäude stark beschädigt. Nach dem Krieg wurde seit 1950/1951 das „Naturwissenschaftliche Gymnasium Leuschnerstraße“ dort untergebracht.
Erst 1956 begann man mit dem Wiederaufbau des Gebäudes, 1962 wurde das Hauptgebäude fertiggestellt und das Einrichten der Aula begann. Nachdem die Schule schließlich wieder vollkommen aufgebaut worden war, erhielt sie 1964/65 zunächst die Bezeichnung „Staatl. Neusprachliches und Math.-Naturw. Gymnasium Leuschnerstraße“, bevor sie schließlich nach dem berühmten Physiker Max Planck benannt wurde und so den Namen „Max-Planck-Gymnasium“ erhielt.
Im Jahr 2000 feierte Helmut Kohl als prominenter Schüler der Schule mit seinen Klassenkameraden das 50-jährige Abitur.

## Bekannte Schüler
- Helmut Kohl (1930–2017), CDU-Ministerpräsident von Rheinland-Pfalz (1969–1976) und Bundeskanzler (1982–1998)[2]
- Eva Lohse (* 1956), CDU-Oberbürgermeisterin der Stadt Ludwigshafen am Rhein (2002–2017)
- Andreas Böhn, Professor für Literaturwissenschaft und Medien an der Universität Karlsruhe
- Johann Braun, Rechtswissenschaftler und Rechtsphilosoph
- Jutta Müller-Tamm, Professorin für Neuere Deutsche Literatur an der Freien Universität Berlin
- Norbert Bolz, Professor für Medienwissenschaften an der TU Berlin
- Dietmar Rieger, em. Professor für Romanische Literaturwissenschaft an der Universität Gießen (Abitur 1961)
- Matthias Penzel, Journalist und Schriftsteller
- Stefan Pfrengle, ehemaliger deutscher Eiskunstläufer
- Frank Winkler, ehemaliger deutscher Volleyballspieler
- Elmar Worgull, Bildender Künstler, Kunsthistoriker und Kunsterzieher
- Karl Günter Simon, Essayist, Reporter und Schriftsteller
- Katharina Wolf, Schriftstellerin